# Rex Ingram (attore)
Rex Ingram (Cairo, 20 ottobre 1895 – Los Angeles, 19 settembre 1969) è stato un attore statunitense.
Non va confuso col regista Rex Ingram (1892-1950).

## Biografia
Ingram nacque vicino a Cairo nello stato dell'Illinois, sul fiume Mississippi; suo padre era un fochista sul battello a vapore Robert E. Lee. Ingram si laureò alla facoltà di medicina della Northwestern University nel 1919 e fu il primo afroamericano a ricevere un riconoscimento dalla honor society Phi Beta Kappa di quell'università. Da giovane si recò a Hollywood, dove fu letteralmente scoperto all'angolo di una strada dal direttore del casting di Tarzan of the Apes (1918), con protagonista Elmo Lincoln. Fece il suo debutto (non accreditato) sul grande schermo in quel film e ricoprì molti altri piccoli ruoli, solitamente come un generico indigeno di colore, come nei film di Tarzan. Con l'avvento del sonoro, la sua presenza scenica e la sua voce possente divennero marchi distintivi ed ebbe parti memorabili in Verdi pascoli (1936), Le avventure di Huckleberry Finn (1939), versione della MGM con Mickey Rooney, Il ladro di Bagdad (1940), nei panni del Genio, forse la sua interpretazione più nota, Un evaso ha bussato alla porta (1942), Due cuori in cielo (1943) e Sahara (1943).
A partire dal 1929 calcò anche il palcoscenico, dopo aver fatto il suo debutto a Broadway, dove partecipò a diverse produzioni, recitando per l'ultima volta in Kwamina nel 1961. Fece parte del cast originale di Haiti (1938), Cabin in the Sky (1940) e St. Louis Woman (1946). È uno dei pochi attori ad aver interpretato sia Dio (in Verdi pascoli) sia il Diavolo (in Cabin in the Sky). Nel 1966 interpretò Tee-Tot nel film Your Cheatin Heart. The Hank Williams Story.
Ingram fu arrestato nel 1948 per aver violato il Mann Act. Riconosciuto colpevole dell'accusa di aver trasportato una ragazza adolescente a New York per scopi immorali, fu condannato a diciotto mesi di prigione. Ne trascorse in carcere solo dieci, ma l'accaduto ebbe gravi conseguenze sulla sua carriera per i successivi sei anni. Nel frattempo, fece un investimento nel Club Alabam, famoso nightclub situato nel Dunbar Hotel di Los Angeles, con i soci Joe Morris e Clarence Moore, riaprendolo come jazz club.
Nel 1962 fu il primo attore afroamericano ingaggiato per un ruolo consistente in una soap opera, quando apparve in The Brighter Day. Interpretò altri ruoli minori in televisione negli anni Sessanta, apparendo in un episodio de Le spie e del Bill Cosby Show, nei quali recitava Bill Cosby, che usò la sua influenza per fargli ottenere le parti.

### Morte
Poco dopo aver recitato come guest star nel Bill Cosby Show, Ingram morì d'infarto all'età di 73 anni. Fu sepolto al Forest Lawn Memorial Park di Hollywood Hills, California.

### Vita privata
Rex Ingram si sposò tre volte: la prima nel 1936 con l'attrice e cantante Francine Everett, da cui divorziò nel 1939; la seconda nel 1941 con Lauwaune Kennard, da cui successivamente divorziò, e la terza con Dena Guillory.

## Filmografia parziale

### Cinema
- Tarzan of the Apes, regia di Scott Sidney (1918)
- Salomè (Salome), regia di J. Gordon Edwards (1918)
- I dieci comandamenti (The Ten Commandments), regia di Cecil B. DeMille (1923)
- Il re dei re (The King of Kings), regia di Cecil B. DeMille (1927)
- The Four Feathers, regia di Merian C. Cooper, Lothar Mendes e Ernest B. Schoedsack (1929)
- The Emperor Jones, regia di Dudley Murphy (1933)
- Verdi pascoli (The Green Pastures), regia di Marc Connely e William Keighley (1936)
- Le avventure di Huckleberry Finn (The Adventures of Huckleberry Finn), regia di Richard Thorpe (1939)
- Il ladro di Bagdad (The Thief of Bagdad), regia di Ludwig Berger, Michael Powell, Tim Whelan (1940)
- Un evaso ha bussato alla porta (The Talk of the Town), regia di George Stevens (1942)
- Due cuori in cielo (Cabin in the Sky), regia di Vincente Minnelli (1943)
- Sahara, regia di Zoltán Korda (1943)
- Acque scure (Dark Waters), regia di André De Toth (1944)
- Notti d'oriente (A Thousand and One Nights), regia di Alfred E. Green (1945)
- La luna sorge (Moonrise), regia di Frank Borzage (1948)
- Tarzan e la giungla proibita (Tarzan's Hidden Jungle), regia di Harold D. Schuster (1955) (non accreditato)
- Congo (Congo Crossing), regia di Joseph Pevney (1956)
- Il piccolo campo (God's Little Acre), regia di Anthony Mann (1958)
- Anna Lucasta - La ragazza che scotta (Anna Lucasta), regia di Arnold Laven (1958)
- Selvaggio west (Escort West), regia di Francis D. Lyon (1958)
- Vatussi (Watusi), regia di Kurt Neumann (1959)
- Il figlio di Giuda (Elmer Gantry), regia di Richard Brooks (1960)
- Desiderio nella polvere (Desire in the Dust), regia di William F. Claxton (1960)
- E venne la notte (Hurry Sundown), regia di Otto Preminger (1967)
- 7 volontari dal Texas (Journey to Shiloh), regia di William Hale (1968)

### Televisione
- Climax! – serie TV, episodio 3x05 (1956)
- Crossroads – serie TV, episodio 2x14 (1957)
- The Dick Powell Show – serie TV, episodio 2x05 (1962)
- Le spie (I Spy) – serie TV, episodio 1x11 (1965)
- Daktari – serie TV, episodi 2x23-3x19 (1967-1968)

## Doppiatori italiani
- Mario Besesti in Il ladro di Bagdad, Congo
- Manlio Busoni in Il figlio di Giuda, Desiderio nella polvere
- Bruno Persa in Acque scure
- Cesare Polacco in Il piccolo campo
- Luigi Pavese in Due cuori in cielo
- Carlo Baccarini in Il ladro di Bagdad (ridoppiaggio)